# Det sjätte utdöendet
Det sjätte utdöendet (engelsk originaltitel: The Sixth Extinction ) är en bok av Pulitzerprisvinnaren Elizabeth Kolbert från 2014 (utgiven på svenska år 2020 av Volante förlag). 
I boken tecknar Kolbert de så kallade massutdöendenas historia fram till det som i alltfler vetenskapliga kretsar benämns som det sjätte utdöendet i vår tid. Boken tar upp de vetenskapliga diskussionerna om huruvida ett sjätte stort utdöende pågår, liksom diskussionerna om huruvida vår tid ska benämnas antropocen. Den historiska genomgången varvas med reportage från resor som Kolbert gör till olika delar av världen där tecknen på utdöende är som tydligast, däribland Stora barriärrevet och Amazonas. Författaren intervjuar forskare från olika discipliner som arbetar för att kartlägga den pågående artdöden.

## Utgåvor
- 2015 – The sixth extinction : an unnatural history. New York: Henry Colt and Company.
  - 2020 –  Det sjätte utdöendet: om arternas död i människans tidsålder. Övers: Jakobsson Jim. Stockholm: Volante. Libris q1gg31bpn5k4tdf2. ISBN 9789189043183